# Depressaria eryngiella
Depressaria eryngiella is een vlinder uit de familie grasmineermotten (Elachistidae). De wetenschappelijke naam is voor het eerst geldig gepubliceerd in 1881 door Millière.
De soort komt voor in Europa.